# تپه عشق‌آباد
تپه عشق آباد مربوط به سده‌های اولیه دوران‌های تاریخی پس از اسلام است و در شهرستان تفرش، بخش فراهان، دهستان فرمهین، روستای دولت‌آباد واقع شده و این اثر در تاریخ ۱۸ اسفند ۱۳۸۷ با شمارهٔ ثبت ۲۵۰۵۷ به‌عنوان یکی از آثار ملی ایران به ثبت رسیده است.